# Французско-черногорские отношения
Французско-черногорские отношения — двусторонние дипломатические отношения между Францией и Черногорией. Государства являются членами Совета Европы и НАТО. Также Черногория является кандидатом на вступление в Европейский союз, а Франция — членом этой организации.

## История
Франция признала независимость Черногории в 2006 году и с того же времени начала поддерживать сближение Черногории и ЕС. В рамках сотрудничества между ЕС и Черногорией, Франция поддерживает проводимые реформы используя свой опыт, в частности, для модернизации администрации, управления местными органами власти, сельского хозяйства, поддержки внешней торговли и защиты окружающей среды. Французское агентство развития (AFD) работает вместе с Фондом инвестиций и развития Черногории (IDF) для содействия инвестициям в поддержку целей устойчивого развития. 4 июля 2011 года торжественно открылся французский институт в Черногории.

## Экономические отношения
27 ноября 2017 года был создан деловой круг Франция-Черногория в Подгорице для содействия созданию и развитию французского бизнеса в Черногории и для укрепления связей между французским и черногорским предприятиями.
На 2020 год черногорский экспорт во Францию составил сумму в 684.32 тыс. долларов США. А черногорский импорт из Франции составил сумму в 50.38 млн долларов США. Черногорский импорт в основном состоит из промышленного и сельскохозяйственного оборудования, а также химикатов, парфюмерии и косметики (почти 20 %). Черногорский экспорт в основном сконцентрирован на транспортном оборудовании (62,5 %).

## Визиты

### 2014 год
Президент Франции Франсуа Олланд принял премьер-министра Черногории Мило Джукановича 10 декабря 2014 года.

### 2018 год
12 июня 2018 года министр обороны Черногории Предраг Бошкович встретился с министром Вооружённых сил Франции Флоранс Парли на международной выставке оружейной промышленности Eurosatory в Париже.

### 2019 год
25 марта 2019 года министра культуры Черногории Александра Богдановича принял министр культуры Франции Франк Ристер.
4 июля 2019 года на саммите Западных Балкан-2019 в Познани госсекретарь по европейским делам Амели де Моншален разговаривала с черногорским дипломатом Срджаном Дармановичем.
20 и 21 октября 2019 года государственный секретарь министра вооружённых сил Франции Женевьева Дарьеск посетила Черногорию.

## Дипломатические представительства
- Франция имеет посольство в Подгорице[7].
- Черногория имеет посольство в Париже[8][9].